# Конфлікт
Конфлі́кт (лат. conflictus — зіткнення, сутичка) — зіткнення протилежних позицій, інтересів, поглядів або цінностей, напруження й крайнє загострення суперечностей, що призводить до активних дій, ускладнень, боротьби, що супроводжуються складними колізіями; ситуація, у якій кожна зі сторін демонструє позицію, несумісну з позицією іншої сторони. До способів досягнення порозуміння в конфлікті належать переговори, медіація, арбітраж та інші альтернативні способи вирішення спорів, а також консультації та діалог.
Залежно від сфери життєдіяльності людей конфлікти поділяються на виробничі, громадські, політичні та побутові. Конфліктувати можуть громадські групи, групи тварин, окремі особистості й особини у тваринному світі, технічні системи. Конфліктні ситуації вивчає конфліктологія.

## Причини виникнення конфліктів
- Соціально-політичні та економічні.
- Соціально-демографічні: відображають розбіжності між людьми.
- Соціально-психологічні: явища в соціальних групах.
- Індивідуально-психологічні: тобто індивідуальні особливості особистості.

## Види конфліктів
- Конфлікти цілей: виражаються в тому, що сторони по-різному бачать стан об'єкта в майбутньому.
- Конфлікти пізнання (творчі конфлікти): виникають, коли сторони мають різні погляди, ідеї та думки щодо вирішуваної проблеми.
- Емоційні (чуттєві) конфлікти: з'являються, коли в основі міжособових стосунків лежать різні почуття та емоції людей.

## Рівні конфліктів
- Внутрішньоособовий: конфлікт всередині себе.
- Міжособовий: виникає між людьми через відмінність їхніх цілей або інтересів.
- Між особою та групою: коли особа займає позицію, відмінну від усієї групи.
- Міжгруповий: конфлікт між учасниками соціальної групи.

## Фази конфлікту
1. Латентна фаза — зародження конфлікту.
2. Демонстративна фаза — усвідомлення виникнення конфлікту.
3. Агресивна фаза — загострення конфлікту.
4. Батальна фаза — вирішення конфлікту.

## Види міжнародних конфліктів
- міжнародна криза;
- конфлікт малої інтенсивності;
- тероризм;
- громадянські війни та революції;
- війна.

## Конфлікт у суспільстві
Конфлікт — це зіткнення протилежно спрямованих, несумісних одна з одною тенденцій (потреб, інтересів, ціннісних орієнтацій, соціальних установок, планів тощо) у свідомості окремо взятого індивіда, у міжособистісних взаємодіях та міжособистісних стосунках індивідів чи груп людей.

## Типи конфліктів
- Реальний конфлікт — це конфлікт, який об'єктивно існує й адекватно сприймається.
- Випадковий або умовний конфлікт — залежить від обставин, що можуть змінюватися, але ці обставини не усвідомлюються конфліктуючими сторонами.
- Зміщений конфлікт — реальний конфлікт, за яким приховується інший, що є справжнім чинником конфліктної ситуації.
- Помилково дописаний конфлікт — конфлікт, що помилково тлумачиться.
- Латентний конфлікт — конфлікт, який має відбутися, але не виникає тому, що не усвідомлюється.
- Хибний конфлікт — у цьому випадку реальних підстав для конфлікту не існує, об'єктивно його немає, але він виникає у свідомості конфліктуючих сторін через помилкове сприймання та розуміння ситуації.

## Політичний конфлікт
Політичний конфлікт — гостре зіткнення протилежних сторін, обумовлене спільним виявом різних інтересів, поглядів, цілей у процесі боротьби за владу, перерозподілу й використання політичної влади, оволодіння ключовими позиціями у владних структурах та інститутах, завоювання права на вплив або доступ до ухвалення рішень, про розподіл влади і власності в суспільстві. Саме в політичній сфері відбуваються найгостріші конфлікти між індивідами й соціальними групами. Політика, з одного боку, діяльність із попередження й вирішення конфліктів. З іншого боку, політика — засіб провокування конфліктів, оскільки вона зв'язана з боротьбою за володіння владою. Технологія і практика управління конфліктами визначаються не тільки загальними правилами, але й соціально-економічним, політичним станом суспільства, історичними, національними, релігійними й культурними особливостями.
У суспільстві насамперед мають вирішуватися політичні конфлікти, оскільки саме вони створюють основну загрозу для життя держави та її народу.

### Структура політичного конфлікту
Політичний конфлікт можна визначити як зіткнення осіб із питань щодо державної влади. Конфлікт, як самостійне соціальне явище, має складну структуру, що містить дві групи елементів. Одну з них, по горизонталі, утворюють — суб'єкт конфлікту, предмет конфлікту (інтерес, потреби, позиції) і конфліктної ситуації. До іншої структурної групи конфлікту, по вертикалі, належать — витоки, процес розгортання конфлікту й вихід із нього.

### Основні підходи в теорії політичного конфлікту
Сучасні уявлення про політичний конфлікт — результат тривалої еволюції ідей про конфлікти в сферах суспільної життєдіяльності. Теорії конфліктів в основному склалися в XIX—XX століттях, їхні автори обґрунтували три основних підходи до розуміння й ролі конфліктів у суспільстві:
- перший — визнання принципової неминучості і непереборності з життя, що ведучої ролі конфліктів у суспільному розвитку; цей напрямок представляють Г. Спенсер, Л. Гумплович, К. Маркс, Г. Моска, Л. Козер, Р. Дарендорф, К. Боулдинг, М. Бакунін, П. Лавров, В. Ленін і ін.;
- другий — неприйняття конфліктів, що виявляють себе як війни, революції, класова боротьба, соціальні експерименти, визнання їх аномаліями суспільного розвитку, що викликають нестабільність, порушення рівноваги в соціально-економічній і політичній системах; прихильниками даного напрямку є Е. Дюркгейм, Т. Парсонс, В. Соловйов, М. М. Ковалевський,                М. Бердяєв, П. Сорокін, І. Ільїн;
- третій — розгляд конфлікту як одного з багатьох видів соціальної взаємодії й соціальних контактів поряд із конкуренцією, солідарністю, кооперацією, партнерством; виразники цього напрямку Г. Зіммель, Л. Козер, М. Вебер, Р. Парк, Ч. Міллз,      Б. Чічерін та ін.

Реальне життя набагато складніше будь-яких схем і припускає таку взаємодію індивідів, груп, організацій, інститутів, у процесі якої мають місце співробітництво, суперництво, розбіжність інтересів, цінностей, ненависть, боротьба, конфлікт. Роль конфліктів у тім, що вони найбільш гостро сигналізують владі та суспільству про розбіжності, протиріччя і стимулюють практичні дії для своєчасного подолання наявних проблем.
На думку Р. Дарендорфа, автора конфліктної моделі суспільства, головне питання в конфліктах — це хто і в якому вигляді розпоряджається ресурсами, у чиїх руках влада, що дозволяє одній групі людей розпоряджатись діяльністю інших.
Специфіка конфлікту полягає у тому, що він є контрпродуктивним, в процесі його дії ускладнюються або і взагалі унеможливлюються функції відтворення та виробництва матеріальних і духовних цінностей. Тому конфлікт входить у протиріччя із політикою, оскільки її основним показником є прийняття рішень, що безумовно базується на узгодженій взаємодії людей.
Суб'єктами політичного конфлікту можуть бути держава, класи, соціальні групи, політичні партії, особистості.

### Функції політичного конфлікту
Значення та місця конфлікту в політичному житті може бути уточнене на основі його функцій. Під функцією конфлікту розуміються визначені в тих або інших тимчасових рамках наслідки або спрямованість його впливу на суспільство в цілому або на окремі сфери життєдіяльності. Про позитивне або негативне значення конфліктів можна говорити лише у конкретних випадках і в досить умовному змісті. Конфлікти поліфункціональні:
- виконують стабілізаційну роль, але можуть привести до дезінтеграції і дестабілізації суспільства;
- сприяють вирішенню протиріч і відновленню балансу у суспільстві, а можуть спричинити загибель людей і призвести до матеріальних втрат;
- стимулюють переоцінку цінностей, ідеалів, прискорюють або сповільнюють процес становлення нових структур;
- забезпечують краще пізнання учасників конфлікту, а можуть призвести до кризи або втрати легітимності влади[3].

Попри те, що кожен узятий окремо конфлікт унікальний, він усе ж несе у собі деякі загальні риси, що дозволяє віднести його до того або іншого типу (класові, видові). В основі типології конфліктів може бути:
- подібність причин, що викликали конфлікт: соціальна несправедливість, нерівна участь у прийнятті політичних рішень, відчуження від влади і політичних інститутів;
- сфера прояву: соціальна, міжнаціональна, культурна, військова тощо;
- рівень формування і прояву: на міжособистісному, груповому, регіональному і глобальному рівнях;
- на організаційному рівні: міжпартійні, міжінституціональні, між владою і суспільними силами, інтереси яких не представлені у владних структурах або представлені у виді заперечення і придушення цих інтересів, усередині самої влади;
- час дії: затяжні, швидкоплинні.

Сучасні дослідники виділяють конфлікти, зв'язані з процесами модернізації політичних систем: конфлікти цивілізаційного характеру, а також конфлікти потреб, інтересів, цінностей і ідентифікації.

## Юридичний конфлікт
Юридичний конфлікт у вузькому розумінні виникає у власне правовій сфері, має суто нормативний характер, виражається у формі правових спорів.
Юридичними є усі міждержавні, конституційні, трудові, кримінальні, а також чимало господарських, сімейних, побутових та інших конфліктів, якщо вони виникли у зв'язку із застосуванням, зміною, порушенням або тлумаченням права.
У широкому розумінні юридичний конфлікт — це будь-який соціальний конфлікт, який має хоча б один з елементів, що володіють юридичною характеристикою, і який завершується юридичним шляхом. Конфлікти часто-густо мають змішаний або перехідний характер.
До юридичних можна зарахувати конфлікти, які відбуваються у сфері відносин, що регулюються правом або підлягають правовому регулюванню. Коротко кажучи, юридичний конфлікт являє собою юридичні відносини плюс конфліктні дії сторін (протиборство).

## Щоб подолати конфліктну ситуацію, потрібно
1. Знайти коріння її зародження, визначити сфери, причини й рівень.
2. Проаналізувати власні почуття та емоції щодо конфлікту.
3. Зрозуміти глибинні інтереси кожного учасника конфлікту.
4. Обрати оптимальну модель поведінки.
5. Запропонувати ідеї щодо вирішення конфлікту, які задовольняють усі сторони.
6. Обрати правильне рішення та втілити його в життя.

## Обставини, які сприяють успішному врегулюванню конфліктів
Соціолог Р. Дарендорф вказує на три важливі обставини, що сприяють успішному врегулюванню конфліктів:
- Наявність ціннісних передумов. Кожна сторона конфлікту повинна визнати наявність конфліктної ситуації, а за опонентом — право на існування. Регулювання конфлікту неможливе, якщо одна зі сторін заявляє, що протилежна сторона не має право на існування або що її позиція позбавлена будь-яких підстав;
- Рівень організації сторін. Чим більше організованими є сторони, тим легше досягнути домовленості та виконання умов угоди. Дифузний,  розпливчастий характер інтересів, їх розпорошеність унеможливлює регулювання конфліктів.;
- Сторони конфлікту повинні дотримуватись певних правил, що дають змогу зберегти або підтримувати їхні відносини. Ці правила повинні забезпечувати рівні можливості для кожної зі сторін конфлікту, певний баланс у їхніх взаємовідносинах.